# José María Jordá
José María Jordá Lafont (Barcelona, 1870-Barcelona, 1936) fue un periodista, crítico de arte y escritor español.

## Biografía
Nacido en 1870 en Barcelona, fue redactor del diario La Publicidad de Barcelona (1894-1902). Cultivó también la literatura dramática y la crítica de arte. Falleció en 1936 en Barcelona.